# Molnár Lajos (tanár)
Molnár Lajos (? –) Apáczai Csere János-díjas pedagógus, neveléstörténész, Vác alpolgármestere.

## Életpályája
1975-től 2006-ig a váci Boronkay György Műszaki Középiskola, Gimnázium és Kollégium igazgatója. Vezetője és tanára volt a Gábor Dénes Főiskola váci kihelyezett központjának (mely a közelmúltban megszűnt). Hosszú évekig Vác város Művelődési és Oktatási Bizottságának elnöke, jelenleg[mikor?] önkormányzati képviselő az MSZP színeiben és Vác alpolgármestere. 2009. július 11-én átvette a város vezetését, mert Bóth János polgármestert fegyelmi eljárás miatt határozatlan időtartamra felfüggesztették tisztségéből.

## Külső hivatkozások
- Vác önkormányzatának képviselő testülete
- Molnár Lajos az MSZP oldalán
- dr. Molnár Lajos Boronkay-ból való búcsúztatási ünnepségének képei[halott link]
- Molnár Lajos szerepel az egyik iskolai diáknapi filmben, a 2002-es IV.P osztály K.Á.D.I. filmjében